# Blumenberg (Wanzleben-Börde)

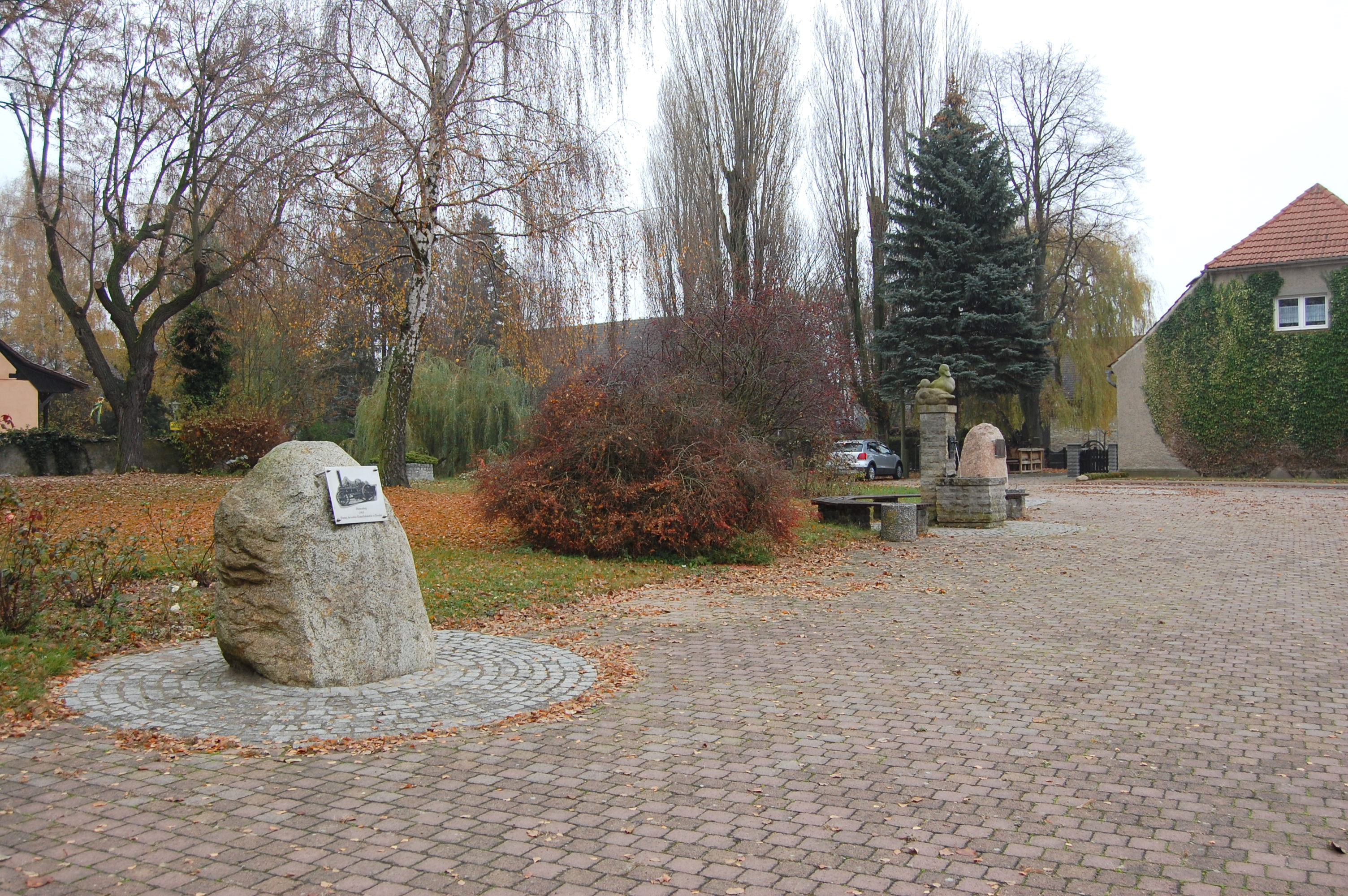
Platz in Blumenberg

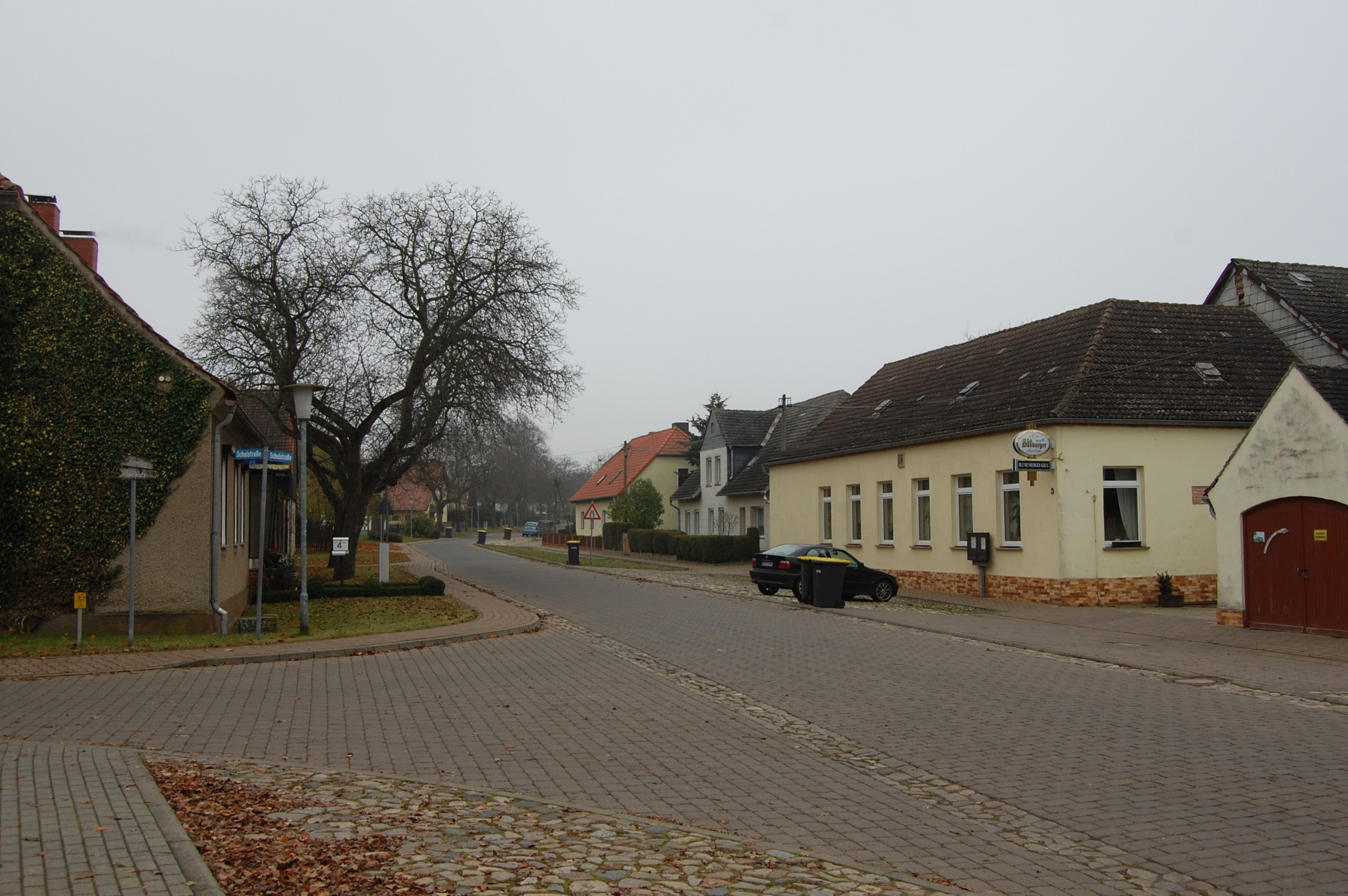
Straße in Blumenberg

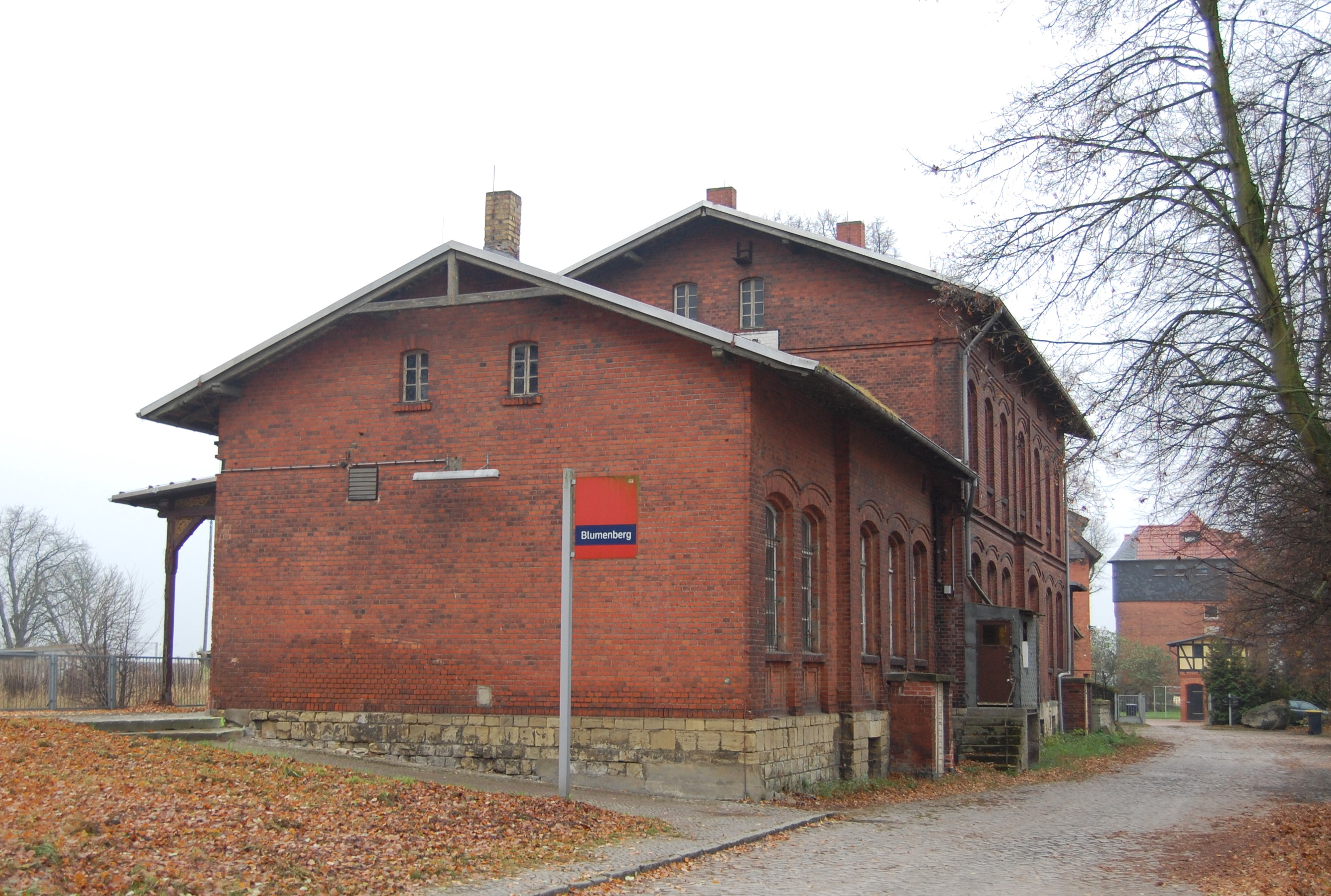
Bahnhof Blumenberg

Blumenberg ist ein zum Ortsteil Stadt Wanzleben der Stadt Wanzleben-Börde gehörendes Dorf in Sachsen-Anhalt.

## Lage
Das Dorf liegt über 2,5 Kilometer langgestreckt etwa zwei Kilometer südlich der Ortslage von Wanzleben in der Magdeburger Börde und zählt 387 Einwohner (Stand 2008). In unmittelbarer Nähe liegt der 127 Meter hohe Henneberg. Durch Blumenberg verläuft von Westen nach Osten die Eisenbahnstrecke von Magdeburg nach Halberstadt. Im Ort besteht ein Bahnhof. Der Baumbestand des Dorfes wird durch viele Walnussbäume geprägt. Daneben kommen auch Birken, Linden, Kastanien und Robinien verstärkt vor.

## Geschichte
Der Ort wurde vom preußischen Minister Alexander Friedrich Georg Graf von der Schulenburg-Blumberg als Vorwerk der Domäne Wanzleben durch einen Beschluss vom 26. März 1789 gegründet. Zunächst wurde die Bezeichnung Am Henneberg verwandt, später Blumberg und dann Blumenberg. Beim Besuch des Ministers Otto von Voß am 22. Juli 1791, das Vorwerk war inzwischen fertiggestellt, ordnete der Minister als Name den des inzwischen bereits verstorbenen Gründers Blumberg an. Die Gründung des Vorwerks war erforderlich geworden, da nach langjährigen Verhandlungen schließlich 1789/1790 ein Hütungs- und Dislokationsplan entstanden war, der zu großen zusammenhängenden Flächen führte für deren Bewirtschaftung es Vorwerke bedurfte. Das Vorwerk umfasste etwa 250 Hektar. Die Baukosten für Wohnhaus, Scheunen und Ställe beliefen sich auf 17600 Taler.
Im Jahr 1808 hatte Blumenberg 59 Einwohner in 14 Haushalten, 1820 werden 64 Einwohner in sieben Wohnhäusern gezählt. Anfang des 19. Jahrhunderts entstand auch eine Brennerei, in der aus Kartoffeln und Gerste Alkohol gebrannt wurde. Es durften 10000 Hektoliter 96%iger Alkohol gebrannt werden. In der Brennerei waren dann 1852 ein Verwalter, zwölf Brennknechte und ein Brennerlehrling tätig.
1843 wurde die Eisenbahnstrecke gebaut, die Blumenberg in eine nördliche und eine südliche Hälfte teilte. Im Jahr 1846 beantragte Oberamtmann Kühne die Erlaubnis zur Errichtung einer Dampfmühle in Blumenberg. 1853 war die Einwohnerzahl auf 93 gestiegen, sank danach aber wieder. Im Jahr 1857 wurde von der heutigen Bundesstraße 246, östlich Blumenbergs, eine Straße zum Bahnhof Blumenberg gebaut. Später wurde die Straße nach Westen nach Bottmersdorf verlängert. In Blumenberg entstand dabei eine Hebestelle für das Chausseegeld. 1861 wird neben dem Wirtschaftshof des Vorwerks das Bestehen von fünf Wohnhäusern für zwölf Familien beschrieben und die Einwohnerzahl mit noch 83 Personen benannt.
Landwirtschaftsgeschichte wurde in Blumenberg geschrieben, als im September 1863, auf Veranlassung des Amtsrates Kühne und des Ökonomierats Schaeper, der erste Einsatz eines Dampfpfluges in Preußen erfolgte. An diese Begebenheit erinnert ein Gedenkstein auf dem Platz vor dem Blumenburger Krug. Eine Pflugkonferenz mit 174 Pflügen fand am 15. und 16. September 1892 statt.

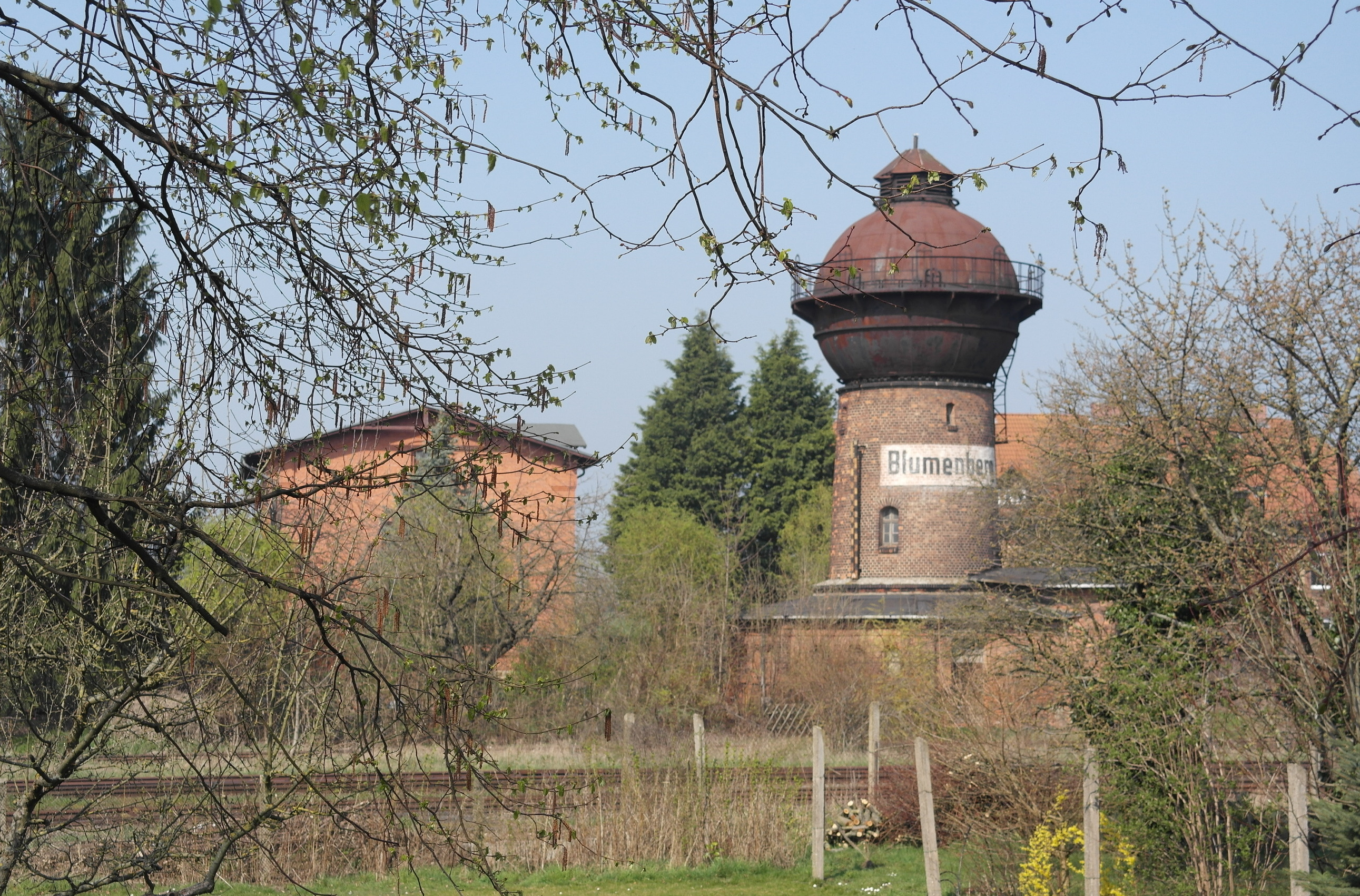
Der Wasserturm des Bahnhofs ist ein Wahrzeichen des Ortes

1876 wurde die Station Blumenberg als zur Stadt Wanzleben gehörig geführt. Blumenberg wurde zu einem wichtigen Knotenpunkt regionaler Eisenbahnstrecken ausgebaut. 1881 erfolgte der Neubau der Strecke nach Egeln und weiter nach Staßfurt, 1883 über Wanzleben nach Eilsleben und 1896 nach Schönebeck (Elbe). Ein Menschenauflauf von mehreren hundert Personen gab es im Oktober 1898 am Bahnhof Blumenberg, als eine Durchfahrt des deutschen Kaiserpaares bekannt wurde. Der Zug hielt jedoch weder an, noch zeigte sich der Kaiser am Fenster. Eine weitere solche Durchfahrt ist für den Dezember 1898 überliefert.
Ein Postamt mit drei Wohnungen entstand 1882. Von dort wurde auch Bottmersdorf, Klein Germersleben sowie Stadt Frankfurt postalisch versorgt. Ein Bahnpostamt wurde 1895/1896 eröffnet. Nachdem seit 1884 ein Telegraf bestanden hatte, erhielt man 1895 Anschluss an das Telefonnetz. Ein öffentlicher Fernsprecher wurde 1899 installiert. Der Anschluss an die Stromversorgung erfolgte mit der Elektrifizierung des Bahnhofs Blumenberg, wobei sich die Verhandlungen hierzu von 1912 bis 1919 hingezogen hatten. Die Kosten von insgesamt 12000 Mark wurden zwischen Eisenbahn, Post, Stadt Wanzleben und der Domäne Wanzleben aufgeteilt. Neben Bahnhof, Post und Vorwerk wurden 27 Haushalte angeschlossen.
Nachdem der Bahnhof bereits 1898 erweitert worden war, erhielt er 1906/1907 auch überdachte Bahnsteige.
Am innerhalb Blumenbergs bestehenden Bahnübergang kam es 1902 zu einem Unfall, bei dem der Führer eines Gespanns getötet wurde. In Blumenberg wurde eine Eisenbahn-Samariter-Kolonne gebildet. Eine große Katastrophenübung unter Einbeziehung von Sanitätskolonnen aus Salbke und Wanzleben fand im August 1910 statt.
Im Jahr 1916 wurden acht russlanddeutsche Familien mit 22 Personen in Blumenberg angesiedelt. 1923 und 1924 erfolgte die Ansiedlung von insgesamt drei Familien aus Flüchtlingslagern. Die Einwohnerzahl wird 1929 mit 77 Personen aus 16 Familien angegeben.
1928 fand auf dem Henneberg ein großes Heimatfest mit mehreren tausend Teilnehmern und Gästen statt.
Die Kinder Blumenbergs besuchten bis 1929 die evangelische Volksschule in Buch und dann eine Schule in Wanzleben.
Im Jahr 1929 beantragte die Stadt Wanzleben die Umbenennung des Blumenberger Bahnhofs in Wanzleben, der innerstädtische Bahnhof sollte Wanzleben-Stadt heißen. Wegen Verwechslungsgefahren vor allem mit dem Bahnhof von Wansleben und unter Kostengesichtspunkten wurde dies jedoch abgelehnt. Am 26. Juni 1931 fand gegen 7.52 Uhr wieder eine Durchfahrt durch den Bahnhof Blumenberg statt, die für eine große Menschenansammlung sorgte. Der sogenannte Schienenzeppelin passierte den Bahnhof.
Problematisch erwies sich die gemeindliche Zuordnung Blumenbergs. Während die Siedlung um den Bahnhof sowie die Äcker nördlich davon zu Wanzleben gehörten, gehörte das Vorwerk zur Domäne Wanzleben. Mit der Auflösung der Gutsbezirke gelangte das Vorwerk Blumenberg mit Wirkung vom 1. Januar 1929 zur Gemeinde Bottmersdorf. Bottmersdorf bemühte sich darum, dass auch die übrigen Bereiche Blumenbergs von Wanzleben nach Bottmersdorf umgemeindet werden. Ein entsprechender Antrag erfolgte bereits 1928, wurde jedoch von Wanzleben mit Verweis darauf, dass es sich um bereits sehr lange zur Stadt gehörende Flächen handele, abgelehnt. Wanzleben seinerseits bemühte sich um die Eingemeindung Blumenbergs nach Wanzleben. Nachdem diese Bemühungen zunächst erfolglos geblieben waren, wurde dann letztlich zum 1. April 1935 tatsächlich auch das übrige Blumenberg nach Wanzleben eingemeindet.

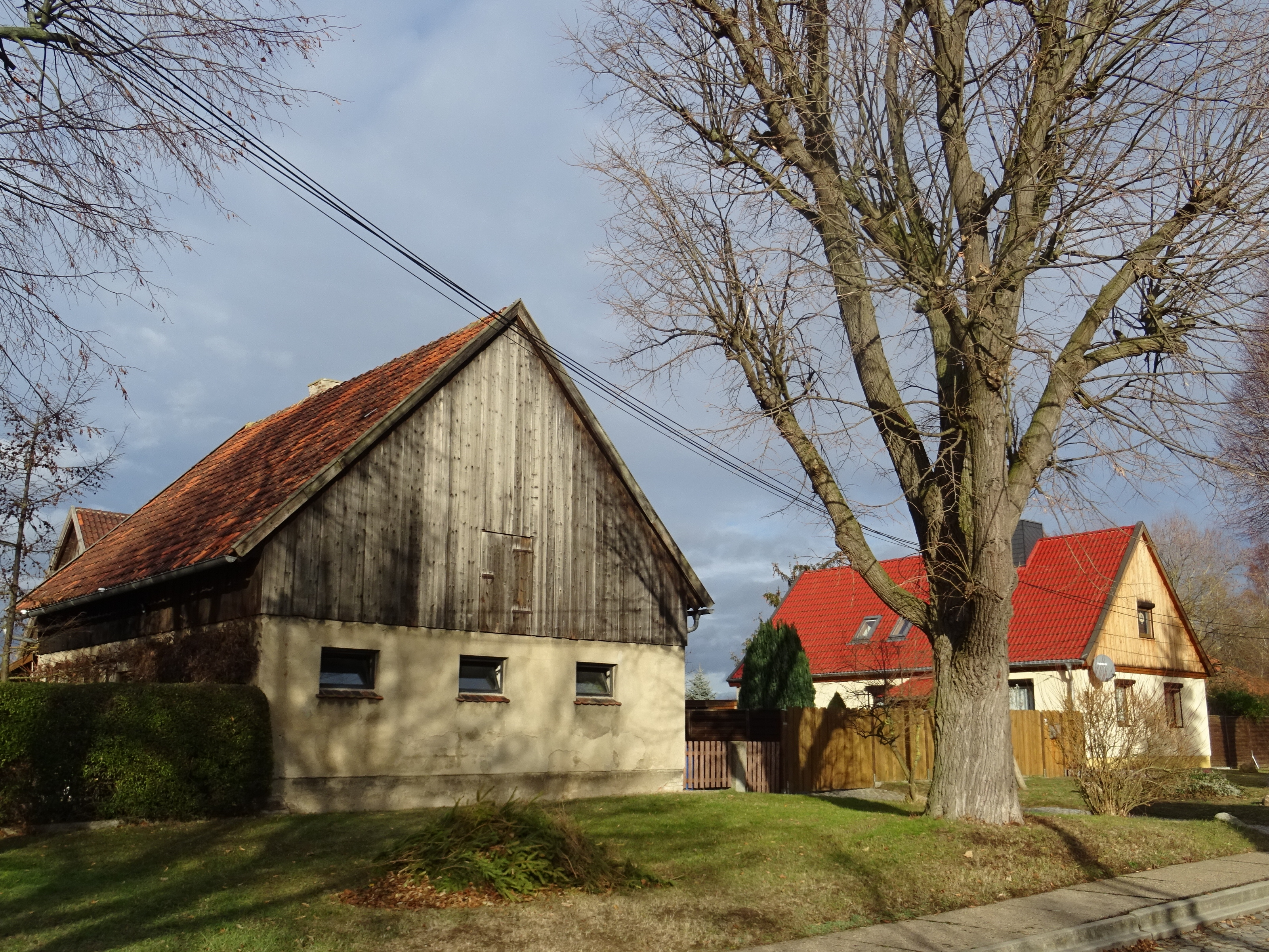
Denkmalgeschützter Dreiseitenhof am Hahneberger Weg.

Auf 400 Hektar wurde die Domäne 1935 für neue Siedler hergerichtet. Die Siedler stammten nun aus Gebieten die für die Erweiterung von Truppenübungsplätzen geräumt werden mussten. Zehn Familien stammten aus Salchau in der Colbitz-Letzlinger Heide, darunter auch ein Bäcker und ein Kaufmann. Weitere 19 Familien kamen aus Baumholder in Rheinland-Pfalz und vier aus Haustenbeck am Teutoburger Wald. Bei der Ansiedlung wurde darauf geachtet, die Siedler unterschiedlicher Herkunft im Wechsel anzusiedeln, so dass sich eine durchmischte Struktur ergab. Es entstanden Dreiseitenhöfe, mit einem allerdings sehr kleinen Wohnhaus. Bereits vor dem Erstbezug wurden die Häuser daher noch erweitert. Problematisch erwies sich die Wasserversorgung im südlichen Bereich. Hier musste anstelle von Brunnen eine Wasserleitung gebaut werden.
Die Ansiedlungen erfolgten an der in Nord-Süd-Richtung verlaufenden Schulstraße. An deren Nordende entstand der nach Westen davon abgehende Hahneberger Weg, am Südende der nach Osten führende Henneberger Weg. Diese eigenartige Anordnung, die in der Zeit des Nationalsozialismus entstand, gab Anlass zu Vermutungen, es sei geplant gewesen den Ort in Form eines Hakenkreuzes anzulegen. Belege hierfür gibt es jedoch nicht. Auch ist das Symbol letztendlich nicht dargestellt. Andere Angaben geben schlichte Zweckmäßigkeitserwägungen an, da die zu den einzelnen Höfen gehörenden Felder sich jeweils direkt hinter dem Haus befanden.
Eine Ansiedlung von drei Höfen erfolgte deutlich weiter östlich der Ortslage von Blumenberg an der Landstraße von Wanzleben nach Welsleben in der sogenannten Dreier-Siedlung.
Das eigentliche Vorwerk war durch die neuen Siedlungsbauten überflüssig geworden. Die alte Schnitterkaserne wurde zum Gemeindehaus mit Veranstaltungssaal umgebaut. Dort wurden auch sechs Wohnungen eingerichtet. Am 7. Dezember 1935 wurde durch Pioniere der Schornstein der alten Brennerei gesprengt. Im Zeitraum von 1929 bis 1935 hatte das Vorwerk noch eine Fläche von 300,34 Hektar bewirtschaftet.
Im Jahr 1936 wurde in Blumenberg die Freiwillige Feuerwehr gegründet, die über zwölf Feuerwehrleute verfügte und 1937 mit einer Kleinmotorspritze ausgerüstet wurde. Auch die Straßenbeleuchtung entstand in diesem Jahr. Um die Rinderzucht zu gewährleisten, gründete man am 31. August 1936 eine Stierhaltungsgenossenschaft. Mit 800 Teilnehmern fand 1936 auf dem Henneberg ein Bergturnfest statt.

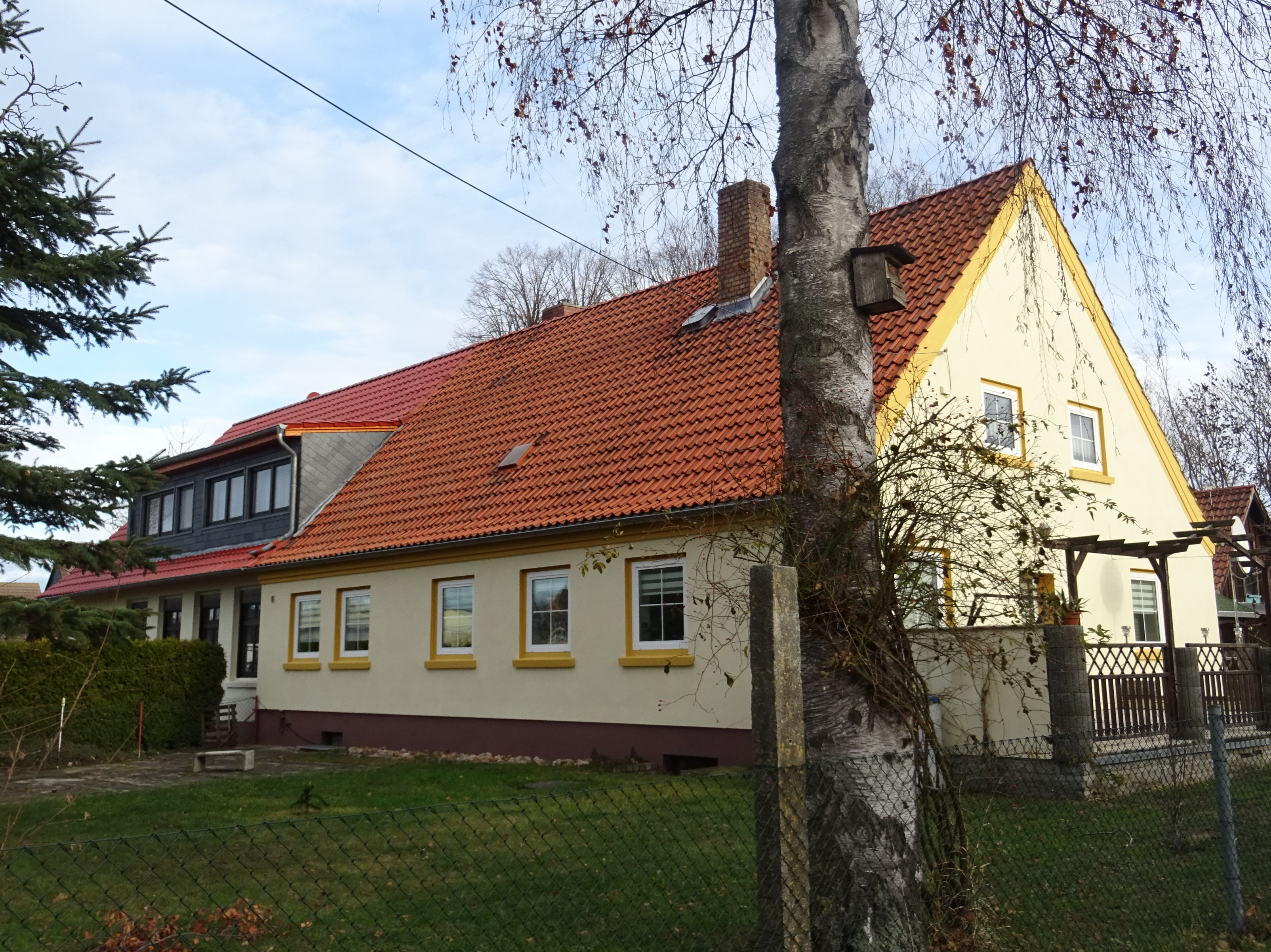
Gebäude der ehemaligen Schule.

1937 erhielt Blumenberg eine eigene Schule, die in der Nähe des Hennebergs entstand und am 17. Februar fertiggestellt war. Sie verfügte auch über eine Wohnung für den Lehrer sowie Stall und Waschküche. Das eingerichtete Objekt wurde im August 1937 übergeben. Aufgrund Lehrermangels konnte die Lehrerstelle jedoch nicht besetzt werden, wogegen die Siedler protestierten. 1938 wurde dann mit Lehrer Berner die Stelle besetzt. Etwa 1940 folgte noch ein Ausbau des Dachstuhls der Schule.
Es gab Gerüchte, dass die Gründung einer von Wanzleben selbständigen Gemeinde Blumenberg beabsichtigt sei, was wohl auch im Interesse der Einwohner Blumenbergs lag. Zu einer solchen Gemeindebildung kam es jedoch nicht.
In der Zeit des Nationalsozialismus wurden zwölf der Bauernhöfe zu Erbhöfen. Diese Höfe hatten eine Größe zwischen 7,6 und 14,3 Hektar.
Am Ende des Zweiten Weltkriegs waren auf dem Bahnhof Blumenberg mehrere Güterzüge mit Versorgungsmaterialien für die Wehrmacht abgestellt. Die Züge nutzte die Bevölkerung für die eigene Versorgung. Nach Kriegsende wurden elf Familien von aus den ehemaligen deutschen Ostgebieten Vertriebenen in Blumenberg angesiedelt. Im Zuge der Reparationsleistungen an die Sowjetunion wurde das zweite Gleis der Eisenbahnstrecke entfernt und erst nach einiger Zeit wieder hergestellt. Die Bodenreform blieb für Blumenberg ohne Folgen, da alle Höfe weniger als 100 Hektar bewirtschafteten. Am 22. September 1958 wurde die LPG Typ I „Am Henneberg“ gegründet. Sie hatte zunächst sieben Mitglieder und stellte den Beginn der Kollektivierung der Landwirtschaft dar. 1960 hatte die LPG bereits 130 Mitglieder und bewirtschaftete 550 Hektar.
Der alte Gemeindesaal wurde in den Jahren 1953/1954 zum Kulturhaus umgebaut. In Blumenberg gab es eine Ortsbibliothek die am 21. September 1955 in das Jugendheim „Am Henneberg“ umzog. Die Nutzung des Schulgebäudes als Schule erfolgte bis 1967. In einer alten Scheune hatte man in Blumenberg ein Verkaufsstelle des Konsums eingerichtet.
In den Jahren 1971/1974 wurde von der LPG aus eigenen Mitteln die ZBE Schweinemast gebaut, an der sich 14 Betriebe beteiligten. Die LPG ging dann mit der LPG III „Wohlstand“ Bottmersdorf eine Kooperative Abteilung Pflanzenproduktion ein. 1976 fusionierte man zur LPG III „Deutsch-Sowjetische Freundschaft“ die 6800 Hektar bewirtschaftete. Später wurde die Schweinemast aus der Genossenschaft ausgegliedert.

## Verkehr
Blumenberg liegt an der B 246a.

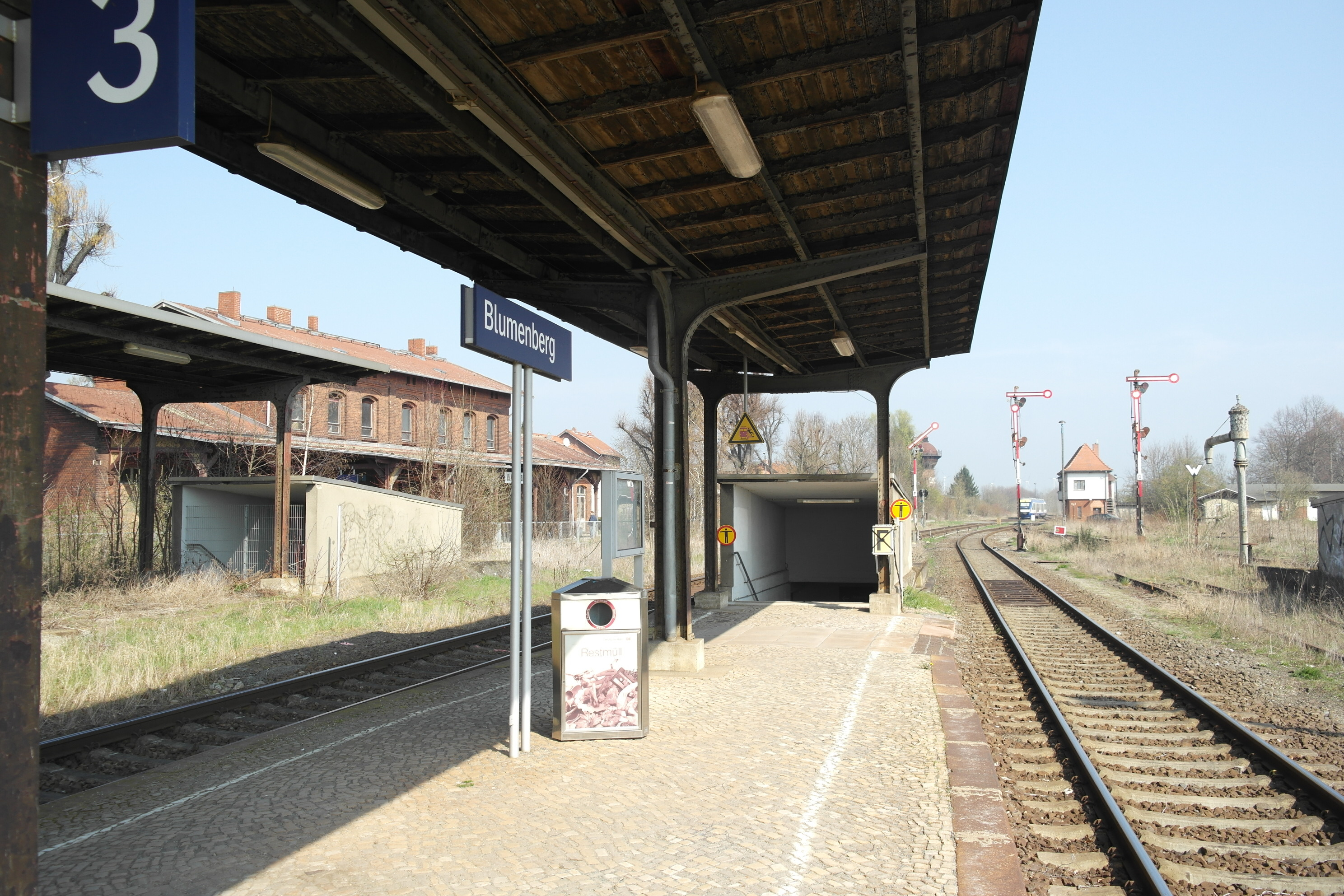
Bahnhof Blumenberg mit ausfahrendem Zug nach Magdeburg

Der Bahnhof Blumenberg wurde 1843 gemeinsam mit der Strecke Magdeburg – Halberstadt in Betrieb genommen. Mit dem Bau der Nebenbahnen nach Staßfurt, Eilsleben und Schönebeck (Elbe) entwickelte er sich ab den 1880er Jahren zu einem bedeutenden Eisenbahnknoten in der Magdeburger Börde. Seit der Stilllegung der Verbindungen nach Schönebeck und Egeln (jeweils 1999) und der Einstellung des Regionalverkehrs nach Eilsleben (2002; seitdem wird die Strecke bis zum Zuckerdorf Klein Wanzleben nur noch für den Güterverkehr des Bioethanolwerks der Nordzucker AG genutzt) blieb dem Bahnhof lediglich eine lokale Bedeutung. Ab Dezember 2015 wurde er von der Regionalverkehrslinie HEX 43 des Betreibers Transdev bedient. Wegen zu geringer Fahrgastzahlen verlor der Bahnhof mit dem Fahrplanwechsel am 9. Dezember 2018 seine Funktion als Personenhaltepunkt.

## Persönlichkeiten
Der später als Bördemaler bekannt gewordene August Bratfisch war 1945 mit seiner Familie aus Magdeburg nach Blumenberg vor den Luftangriffen evakuiert. Von ihm sind aus den 1950er Jahren Federzeichnungen der Gegend von Blumenberg erhalten.